# Bełk (województwo śląskie)

Nieoficjalny herb wsi Bełk

Bełk (niem. Belk) – wieś w Polsce położona w województwie śląskim, w powiecie rybnickim, w gminie Czerwionka-Leszczyny. W latach 1945–54 i 1973-77 siedziba gminy Bełk.

## Położenie i transport
Przez miejscowość przebiega autostrada A1, która przecina wieś oraz droga wojewódzka nr 925. Obie drogi łączą się ze sobą na węźle Bełk (od czerwca 2011 węzeł nosi nazwę Rybnik).

## Nazwa
Według niemieckiego nauczyciela nazwa miejscowości należy do grupy nazw patronomicznych i pochodzi od imienia założyciela miejscowości Białka wywodzącego się od staropolskiego określenia barwy białej. W swoim dziele o nazwach miejscowości na Śląsku wydanym w 1888 roku we Wrocławiu wymienia on jako najstarszą zanotowaną nazwę miejscowości Belkow podając jej znaczenie "Dorf des Bialek" czyli po polsku "Wieś Białka".
W alfabetycznym spisie miejscowości na terenie Śląska wydanym w 1830 roku we Wrocławiu przez Johanna Knie miejscowość występuje pod nazwą niemiecką Ober Belk oraz polską Gurny Belk.

## Historia miejscowości
Pierwsza wzmianka o wsi pochodzi z ok. 1280 r. i znajduje się w Liber fundationis episcopatus Vratislaviensis (Księdze fundacyjnej biskupstwa wrocławskiego). Pierwszym wzmiankowanym właścicielem wsi był niejaki Bielick, od którego też ma pochodzić nazwa miejscowości. Parafia powstała w pierwszej połowie XIV wieku Wieś dzieliła się na dwa działy: Bełk Dolny (Nieder Belk) i Bełk Górny (Ober Belk). W 1784 roku w Bełku Dolnym należącym do szlachcica von Twardawa mieszkało 14 kmieci, 7 zagrodników, łącznie 111 osób. Na terenie Bełku Dolnego znajdował się kościół, szkoła oraz folwark. Natomiast w Bełku Górnym, należącym także do von Twardawa, mieszkało 13 kmieci, 7 zagrodników oraz 2 chałupników, łącznie 112 osób. Na terenie Bełku Górnego znajdował się folwark oraz dwa młyny.
W XIX wieku właścicielem miejscowości był pionier górnośląskiego hutnictwa, Szkot John Baildon. W I poł. XIX w. następuje uwłaszczenie chłopów, w wyniku którego w rękach właścicieli wsi pozostały jedynie pola folwarczne. 
Koniec XVIII wieku i początek XIX wieku to okres zubożenia miejscowej ludności. Obrazują to statystyki z roku 1818, w których widać spadek liczby bogatych chłopów – kmieci, a wzrost liczby uboższych – zagrodników i chałupników. W 1818 roku w Bełku Dolnym było już tylko 4 kmieci, 5 zagrodników i 7 chałupników, łącznie 90 osób. Natomiast w Bełku Górnym było 5 kmieci, 10 zagrodników oraz 6 chałupników, łącznie 180 osób. Następnym właścicielem miejscowości został syn Johna Baildona – Artur, który odsprzedał w 1852 roku swoje dobra Antoniemu Gemander, głównemu zarządcy Karola Goduli.
Topograficzny opis Górnego Śląska z 1865 roku notuje stosunki ludnościowe na terenie wsi - "In Nieder Belk leben in 115 Haushaltungen 487 polnisch Sprechende(...)." czyli w tłumaczeniu na język polski "W Dolnym Bełku w 115 gospodarstwach domowych żyje 487 mieszkańców mówiących po polsku(...)" oraz na terenie Bełku Górnego - "In Ober Belk befinden sich 162 Haushaltungenmit 745 polnisch Sprechenden(...)." czyli w tłumaczeniu "W Górnym Bełku jest 162 gospodarstw domowych z 745 mieszkańcami mówiącymi po polsku(...)".

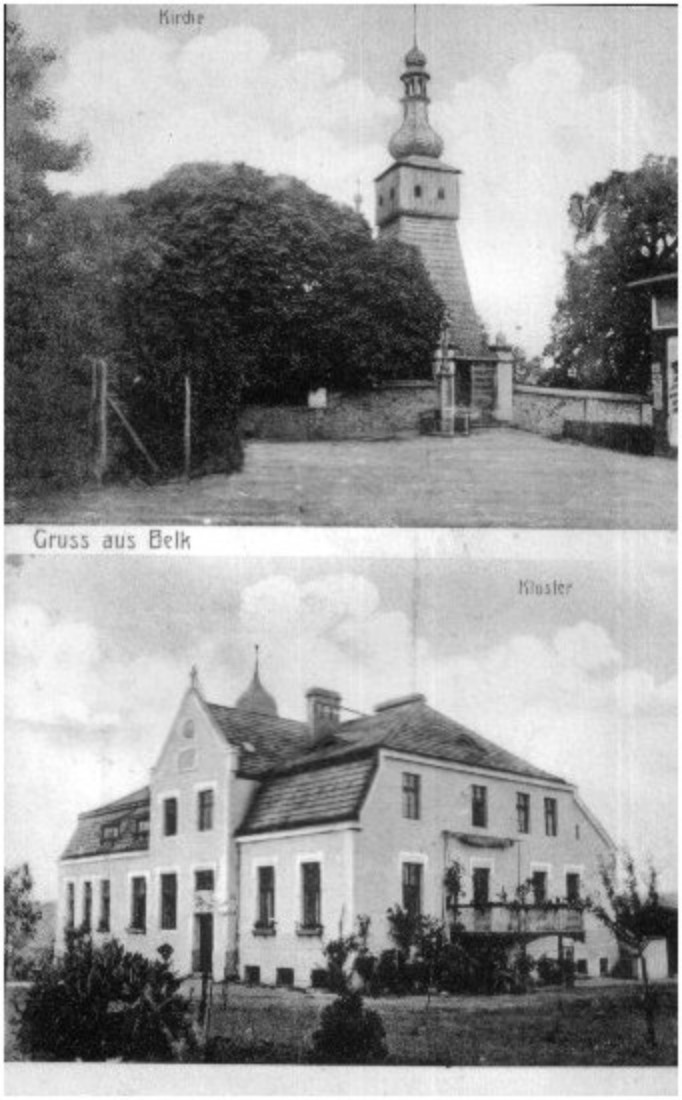
Pocztówka z Bełku z początku XX w

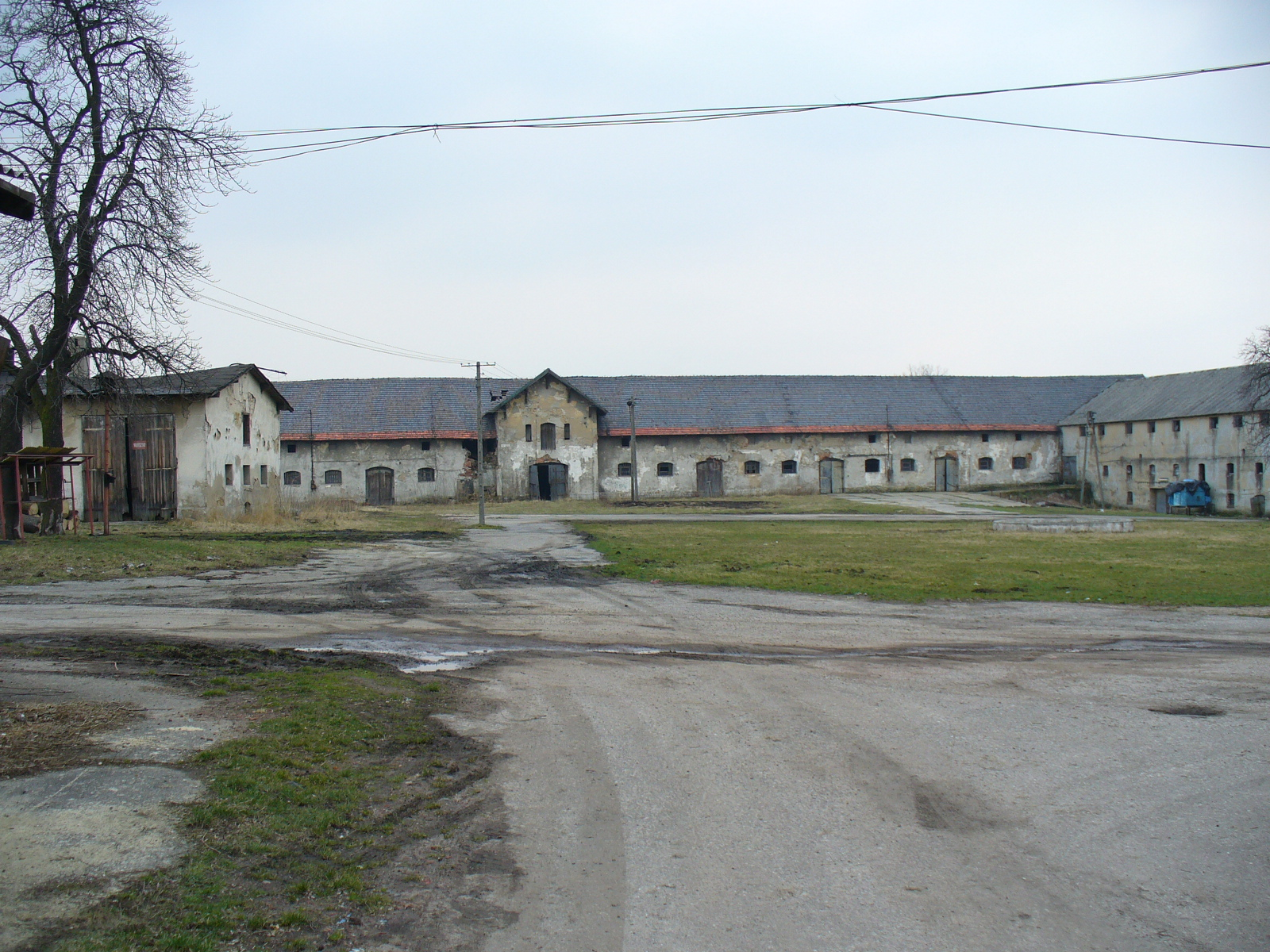
Zabudowania byłego folwarku

Pod koniec XIX wieku i na początku XX wieku nastąpił wzmożony rozwój wsi – powstała m.in. Ochotnicza Straż Pożarna (1909), szpital (1908) oraz nowy budynek szkoły elementarnej. W 1910 gmina liczyła 1132 mieszkańców, natomiast obszar dworski 321 (dane dla połączonych obszarów dworskich Bełku Dolnego i Górnego). Po plebiscycie (440 głosów za Polską, 230 za Niemcami) oraz powstaniach śląskich Bełk został włączony do Polski. Wtedy właścicielem folwarku został Bronisław Jastrzębiec-Albinowski. 
W przewodniku po województwie śląskim, wydanym w 1937 r., Bełk opisano następująco: (...) gmina powiatu rybnickiego, 2032 mieszkańców; stacja kolejowa Jaśkowice (3 km) na linii Orzesze - Rybnik; do Rybnika szosą 13 km; szkoła powszechna. Drewniany kościół parafialny św. Marii Magdaleny z wieku XVII. W zakrystii na belce data 1753, rok dobudowania jej do kościoła, kropielnica kamienna z datą 1657. W barokowym ołtarzu głównym gotyckie płaskorzeźby, przedstawiające św. Katarzynę i Barbarę. Ołtarz ten bardzo charakterystyczny dla kościołów śląskich posiada skrzydła boczne ażurowe, złożone ze splotów roślinnych. Ambona barokowa, w przedsionku okuta skrzynia.
W 1939 r. jak cały polski Śląsk wieś znalazła się na powrót w Rzeszy Niemieckiej — pierwsze wojska niemieckie wkroczyły na teren wsi już o godzinie 7 rano. Ostatni polski naczelnik wsi o nazwisku Szymocha, zbiegł na teren Polski centralnej, gdzie później go aresztowano. W okresie rządów hitlerowskich przewodniczącym NSDAP w Bełku był miejscowy Niemiec Josef Grzybek, natomiast folwarkiem administrował wtedy von Flachnowitz. W okresie wojny wielu mieszkańców (z pierwszych trzech grup Volkslista) służyło w mundurach Wehrmachtu, a jedną z pierwszych ofiar był bełkowski leśniczy Buchalik, rozstrzelany przez Niemców w lesie nazywanym Pasterniok. Wyzwolenie w 1945 roku było połączone z terrorem oraz wywózkami niektórych mieszkańców wsi do ZSRR.
W latach 1954–1972 wieś należała i była siedzibą władz gromady Bełk. 
Do 1977 r. Bełk stanowił samodzielną gminę, która została włączona do gminy Czerwonka-Leszczyny, w której pozostaje do dziś. Od 1996 roku w miejscowości budowany był nowy kościół parafialny pw. św. Jana Sarkandra, oddany wiernym w 2007 roku. Jego budowa i, planowane w związku z jej ukończeniem, przeniesienie starej drewnianej świątyni do Wodzisławia Śląskiego, spowodowała protesty części mieszkańców. Ostatecznie kościół pozostał w Bełku, ale pozostaje zamknięty. 

## Zabytki
Do rejestru zabytków wpisane są:

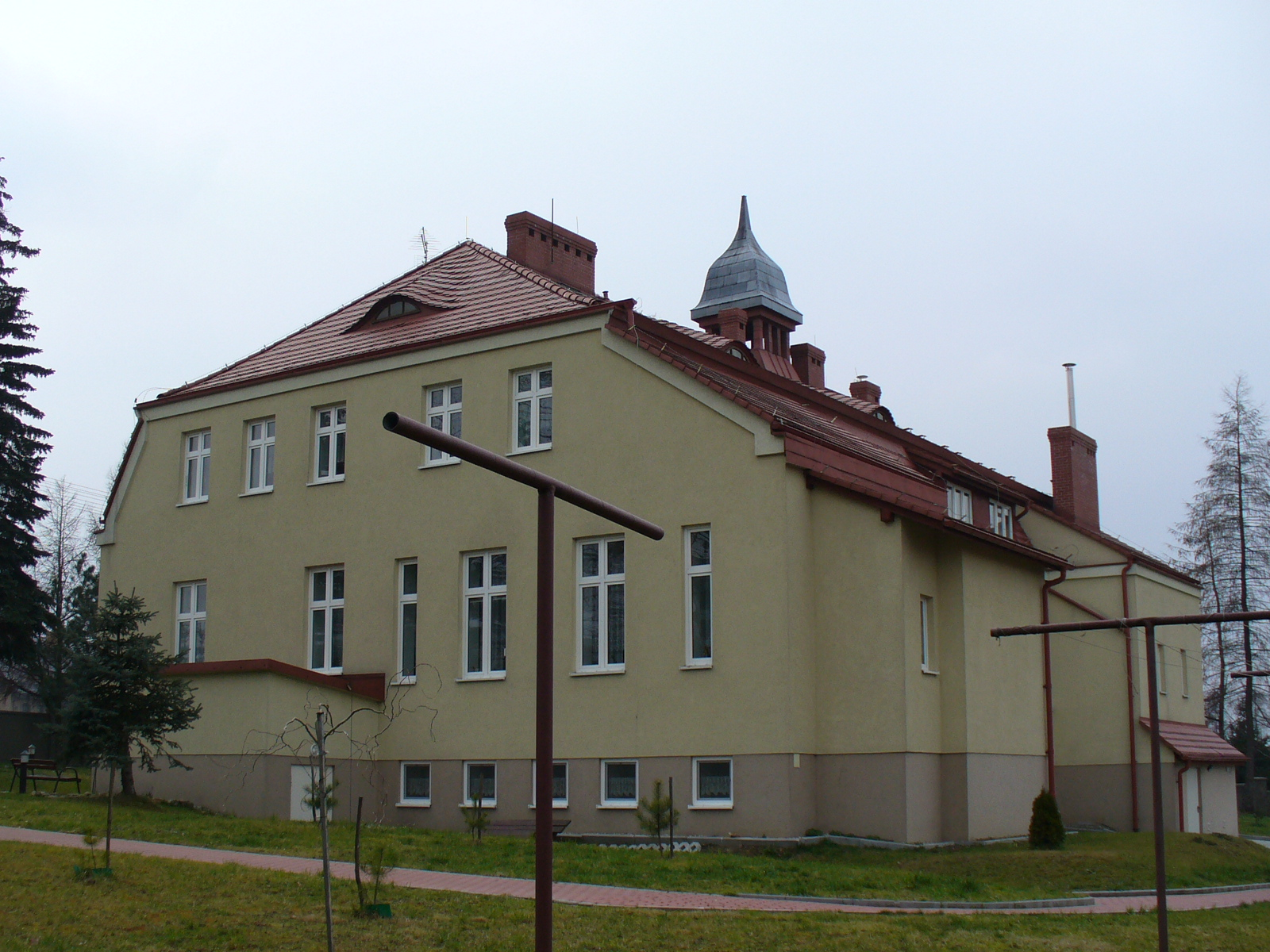
Dawny szpital z 1908 roku - widok obecny po remoncie

- Kościół św. Marii Magdaleny w Bełku z drugiej połowy XVIII wieku, wpisany do rejestru zabytków pod numerem A/665/2020[11] (decyzją z 15 listopada 2019 do rejestru zabytków – nr rej. A/577/2019 – wpisano także mur z kamienia polnego, nakryty dwuspadowym daszkiem podbitym gontem, zlokalizowany wokół drewnianego kościoła parafialnego[12]).
- kopiec, będący pozostałością średniowiecznego grodziska. Na jego szczycie znajduje się neogotycka, XIX-na kaplica, wybudowana przez ówczesnego właściciela wsi, Antoniego Gemandera, obecnie mocno zniszczona. Pod kaplicą pochowano 4 członków rodziny Lukas. Obiekt wpisano do rejestru zabytków jako kaplicę wraz z otoczeniem, tzw. Wzgórzem Lukasów (nr rej. A/576/2019 z 15 listopada 2019)[12]

Poza nimi, istnieją także inne obiekty o znaczeniu historycznym, nie wpisane do rejestru zabytków:
- Pozostałości XIX-wiecznych zabudowań dworskich, zbudowanych częściowo z polnego kamienia (młyn, obory, kamienno-ceglane czworaki.
- Budynek dawnej karczmy, obecnie bar, najprawdopodobniej XIX-wieczny, rozbudowany w początkach XX w. oraz znacznie przekształcony w czasach współczesnych, obecnie bez cech stylowych.
- Budynek dawnej szkoły. Pierwsza murowana budowla powstała w I poł. XIX w., na przestrzeni XIX i XX w. była wielokrotnie przekształcana. Obecnie większa część budynku pochodzi z końca XIX w. Do 1963 r. szkoła, obecnie przedszkole w stanie nieaktywności.
- Wczesnomodernistyczny budynek dawnego szpitala wzniesiony w 1908 r. z fundacji Alfonsa Lucasa, w okresie PRL-u upaństwowiony (funkcjonował w nim szpital chorób zakaźnych). Obecnie przywrócony siostrom zakonnych mieści Dom Spokojnej Starości.
- Okazy dendrologiczne: dęby o obwodach 450, 460 i 480 cm. – pomniki przyrody, stary platan klonolistny oraz wiązy szypułkowe i stosunkowo rzadkie sosny wejmutki w parku dworskim. Ponadto liczne stare aleje śródpolne złożone głównie z dębu szypułkowego i kasztanowca.

## Turystyka
Przez miejscowość przebiega  niebieska trasa rowerowa nr 291 – Ornontowice – Woszczyce (18,5 km)

## Znane osoby związane z Bełkiem
- John Baildon – pochodzący ze Szkocji pionier hutnictwa na Górnym Śląsku, właściciel Bełku.
- Richard Holtze – urodzony w Bełku niemiecki lekarz, jeden z założycieli miasta Katowice, bardzo zasłużony dla jego rozwoju.
- Bjorg Lambrecht – belgijski kolarz, zginął podczas 3. etapu Tour de Pologne w wyniku wypadku w Bełku.
- prof. dr hab. Franciszek Marek (ur. 1930 w Bełku) – polski historyk, pedagog, specjalizujący się w historii literatury i historii oświaty.
- Johan (Jan) von Muszkowski (ur. 1875 w Bełku, zm. 1947) – śląski architekt, bogaty szlachcic z tytułem hrabiego.

## Sport
- Decor Bełk – klub sportowy, założony w 1921 roku. W sezonie 2025/2026 występuje w IV lidze grupie śląskiej[13].